# Dmytro Chylak
Dmytro Chylak, rusiń. Дмитро Хыляк (ur. 21 października 1865 w Binczarowej, zm. 20 października 1955 w Złoczowie) – ksiądz greckokatolicki, minister spraw wewnętrznych Ruskiej Ludowej Republiki Łemków.

## Życiorys
W latach 1891–1892 był wikarym parafii w Nowosiółkach Gościnnych, następnie w latach 1892–1893 administratorem parafii w Ciechani. W roku 1893 został przeniesiony do Leszczyn, gdzie przez rok był administratorem parafii, a następnie do roku 1901 jej proboszczem. Od 1901 proboszcz w Izbach.
Syn Wasyla i Pelagii. Ukończył greckokatolickie seminarium we Lwowie, święcenia uzyskał w 1890. Żonaty, owdowiał w 1899, ożenił się po raz drugi, owdowiał w 1942.
W czasie I wojny światowej aresztowany 13 listopada 1914, więzień Talerhofu.
Został aresztowany przez władze polskie. 10 czerwca 1921 został osądzony za zdradę stanu (wraz z Jarosławem Kaczmarczykiem i Mikołajem Gromasiakiem). Pomimo niezgodności ławy przysięgłych zapadł wyrok uniewinniający.
W latach 1901–1928 proboszcz parafii w Izbach, w 1928 wraz z większością mieszkańców Izb przeszedł na prawosławie.